# Sacred Underworld
Sacred Underworld est une extension pour le jeu vidéo Sacred. Le titre est disponible depuis 2005 sur Windows.

## Contenu
L'extension introduit les classes guerrier nain et démone, apporte des environnements inédits, de nouveaux ennemis, ainsi que des centaines de nouvelles armes, armures et artefacts.